# Другие (фильм, 2001)
«Други́е» (англ. The Others) — готический психологический фильм ужасов о сверхъестественном режиссёра и сценариста Алехандро Аменабара с Николь Кидман в главной роли. Лауреат восьми премий «Гойя», в том числе в номинациях «Лучший фильм» и «Лучшая режиссура».
Премьера фильма состоялась 2 августа 2001 года, в России — 27 декабря. В США фильм собрал 96 522 687 $, в мире — 113 424 350 $, что в общей сложности составило 209 947 037 $.

## Сюжет
Джерси, Нормандские острова, 1945 год. В большом доме на отдалённой окраине живёт Грейс Стюарт со своими детьми, дочерью Энн и сыном Николасом. Её муж Чарльз сражается на войне во Франции, но семья не получает от него вестей уже полтора года, и он считается погибшим. Однажды из дома внезапно исчезают все слуги, а поместье окутывается туманом, который хоть и привычен для здешних мест, но всё никак не спадает. Фильм начинается с того, что спустя больше недели к дому приходит троица — няня Берта Миллс, немая служанка Лидия и садовник Эдмунд Таттл. Они говорят Грейс, что раньше уже работали здесь и с радостью вернутся в дорогой для них дом.
Грейс принимает их, хотя позже узнаёт, что почтальон почему-то не забрал её письмо в местную газету с объявлением о найме, но Берта успокаивает её говоря, что они зашли наугад, в надежде, что для них найдётся работа. Грейс тогда знакомит их со строгими правилами дома: никакого шума и игры на рояле (поскольку Грейс подвержена приступам мигрени), а поскольку Энн и Николас страдают редкой непереносимостью яркого дневного света, то ни одна дверь в доме не может быть открыта, пока не заперта предыдущая; комнаты, куда они приходят, должны быть всегда занавешены толстыми шторами. Берта, пообщавшись с детьми, замечает, что они находятся под впечатлением от чего-то недавно произошедшего, о чём старательно молчат и вообще предпочитают не говорить. В то же время Грейс говорит Берте, что старается держаться всеми силами, потому что жизнь без мужа и в отдалении от цивилизации для неё невыносима.
Грейс сама занимается образованием детей. Она строга и набожна, поэтому богохульные вопросы Энн всегда воспринимаются в штыки. Скоро Энн заявляет, что видела в доме мальчика Виктора и других людей, но ей никто не верит. Однако Грейс через некоторое время начинает сама замечать что-то странное: она слышит то топот, то детский плач, то другие звуки, а двери, которые были заперты, оказываются открыты, и кто-то раздёргивает шторы в запертых комнатах. Тогда она прислушивается к Энн, которая рассказывает матери, что, помимо Виктора, видела его родителей и старую женщину с белыми глазами, которую она видит чаще остальных. Грейс вместе с прислугой начинает обыскивать дом, комнату за комнатой и в процессе находит в доме книгу мёртвых — фотоальбом с посмертными фотографиями. Так в XIX веке родственники усопших надеялись сохранить дух любимых в фотографиях. Грейс просит Берту немедленно избавиться от него. Не найдя никого, Грейс уверяется в мысли, что в доме поселились привидения.
Однажды ночью случается странное происшествие: Грейс слышит, как играет рояль, но когда входит в зал, то рояль смолкает. Она запирает рояль на ключ, но когда выходит из комнаты, дверь неожиданно захлопывается и раздаётся звук поворота ключа в замочной скважине, словно дверь запирают с другой стороны. Когда Грейс отпирает дверь, то обнаруживает, что у рояля поднята запертая крышка, хотя ключ от рояля был у неё. У неё сдают нервы и она отправляется к местному священнику, чтобы он освятил дом. Уходя, она просит садовника Эдмунда прочесать участок поместья, так как при въезде им сказали, что когда-то на территории было небольшое кладбище. Когда она уходит, Эдмунд предлагает Берте остановить Грейс, но та говорит, что Грейс «остановит туман». Затем Эдмунд спрашивает, когда следует сказать Грейс правду, на что Берта отвечает, что всему своё время и обращает внимание садовника на кучу опавших листьев, которую он собрал: в одном месте там высовывается кусок надгробного креста, на который Эдмунд тут же набрасывает листья. Очень скоро Грейс попадает в густой туман, где теряет ориентацию, но неожиданно натыкается на Чарльза. Обрадовавшись его возвращению, Грейс ведёт его в дом. Чарльз, хоть и выражает радость, но очень слабую и ведёт себя довольно отрешённо. Здесь у Берты и Эдмунда вновь происходит диалог, в котором последний спрашивает, «как скоро они обо всём догадаются». Берта отвечает, что Энн не так глупа, как её набожная мать, и поэтому поймёт всё первой. Когда Эдмунд спрашивает про Чарльза, Берта говорит, что тот «знает, где он находится».
Происходит новое происшествие. Грейс наряжает Энн в платье для первого причастия и вдруг с ужасом обнаруживает под фатой вместо лица дочери лицо жуткой старухи, похожей на ту, которая часто виделась Энн и которая говорит голосом девочки. Грейс хватает её за шею с криком, чтобы та вернула её дочь, срывает фату и с вторичным ужасом видит испуганную Энн. Позже Чарльз говорит Грейс, что Энн рассказала ему о том, что «случилось в тот день». Грейс в ответ только говорит, что сама не отдавала отчёт своим действиям и списывает всё на обстановку в доме. Одновременно Энн перед этим рассказывает брату, что мать, набросившаяся на неё, выглядела точно так же, «как тогда». Чарльз сообщает, что собирается в ближайшее время вернуться на фронт, потому что он «сделал то, чего хотел» — повидал семью. Грейс впадает в истерику, обвиняя мужа в том, что на фронт он ушёл не только из-за чувства долга, но и потому, что разлюбил её и не хотел больше видеть. Она успокаивается, только занявшись любовью с Чарльзом, но на следующий день обнаруживает, что он уже ушёл. Проснувшись утром, дети в ужасе видят, что с окон в их комнате исчезли занавески и на них льётся дневной свет. С не меньшим ужасом Грейс обнаруживает, что занавески пропали со всех окон в доме. Запихнув детей в комнату, где удалось закрыть окно, Грейс неожиданно сталкивается с равнодушием прислуги, которая говорит, что её опасения по поводу опасного воздействия света могут быть уже напрасными. У Грейс такое хладнокровное поведение вызывает только злость и она, направив на троицу ружьё, требует, чтобы те убирались из дома. Прислуга, не высказав никакого удивления, уходит, но за пределами дома Берта говорит, что если Грейс не хочет ничего понять, то им придётся убрать листья с могил.
Грейс весь день обыскивает дом в поисках занавесок. Вечером, когда стемнело, дети выбираются из дома и отправляются на поиски отца. Они находят в саду те самые надгробия. Грейс, обыскав весь дом, решает, наконец, заглянуть в комнату, которую занимали Берта и Лидия. Там под матрацем она находит посмертную фотографию всей троицы слуг. Одновременно Энн с ужасом видит на надгробии имя Берты. Неожиданно слуги появляются рядом с ними и говорят, что детям нужно быть внимательней, и тогда они сами всё поймут. Дети в ужасе бегут к дому, где их встречает Грейс. Она делает несколько выстрелов в сторону прислуги, но Берта говорит ей, чтобы та не утруждала себя: больше 50 лет назад их убил туберкулёз. Отправив детей на верхний этаж, Грейс запирает входную дверь. Встав перед входом, слуги говорят женщине, что она давно должна была понять, что мёртвые могут находиться вместе с живыми. Затем они говорят, что «другие» давно живут в этом доме и это они сняли занавески. Энн и Николас прячутся в шкафу, где внезапно слышат чьё-то дыхание, затем створки распахиваются и появляется старуха с белыми глазами. Услышав крики детей, слуги говорят Грейс, что «другие» нашли их. Читая «Отче наш», Грейс идёт в ту комнату, где видит следующую картину: её дети жмутся в углу, а посреди комнаты стоит стол, за которым сидят несколько человек вместе с той самой старухой, которая, будучи слепой, из-за чего её глаза белые, водит карандашом по бумаге и записывает всё, что говорят дети. Она просит их сказать, что произошло в этой комнате. Словно поддавшись какому-то приказу, Энн, затравленно глядя на Грейс, шепчет старухе на ухо: «Она взяла подушку, я не могла дышать». «Подушку?» — спрашивает старуха, — «Она вас так убила? Подушкой?». Энн и Николас наперебой кричат, что это неправда и они не умерли, а позже к их крикам присоединяется Грейс, в какой-то момент она подлетает к столу, трясёт его, хватает исписанные листки и в ярости разрывает их. Сцена прерывается несколькими вставками, показывающими ту же комнату, но стол трясётся сам по себе, как и листки, которые разрываются в воздухе.
Далее действие неожиданно переносится к тем, кто сидел за столом. Из их диалога выясняется, что Грейс Стюарт задушила своих детей подушкой, а потом застрелилась. Мальчик Виктор и прочие «призраки» — это на самом деле живая семья Марлиш, которая въехала в дом после смерти Стюартов. Слепая же старуха является медиумом, которую пригласили для установления контакта. Семья Марлиш, убедившись, что призраками, с которыми они сталкивались, были Грейс и её дети, решает съехать из дома. Затем действие переносится к Грейс, которая в обнимку с детьми сидит на полу в коридоре и плача рассказывает, что когда покончила с собой, то увидела Энн и Николаса живыми и решила, что Бог, в благодарность за её веру, дал ей второй шанс. Чарльз, очевидно, погиб на войне. Энн спрашивает у матери, что если они умерли, то где же то, что в Библии называется лимбом. Грейс говорит, что не знает, как и то, что с ними теперь будет. Неожиданно появляется Берта и говорит, что Лидия задала такой же вопрос, когда поняла, что они умерли, и с тех пор замолчала. Затем она извиняется перед Грейс в том, что сразу не сказала ей правду, и говорит, что живые уедут завтра, но вместо них приедут новые. Грейс, Энн и Николас начинают повторять: «Этот дом наш». Утром Грейс и дети, которые теперь не боятся дневного света, стоят у окна и наблюдают, как семья Марлиш садится в машину. И если в мире духов вокруг дома продолжает висеть туман, то в мире живых стоит ясный день.

## В ролях
| Актёр              | Роль                     |
| ------------------ | ------------------------ |
| Николь Кидман      | Грейс Стюарт             |
| Алакина Манн       | Энн Стюарт дочь Грейс    |
| Джеймс Бентли      | Николас Стюарт сын Грейс |
| Фионнула Флэнаган  | Берта Миллс няня         |
| Кристофер Экклстон | Чарльз Стюарт муж Грейс  |
| Эрик Сайкс         | Эдмунд Таттл садовник    |
| Элейн Кэссиди      | Лидия служанка           |
| Рене Эшерсон       | старуха-медиум           |
| Александр Винс     | Виктор Марлиш            |
| Кит Аллен          | мистер Марлиш            |
| Мишель Фэйрли      | миссис Марлиш            |

## Съёмки
Натурные съёмки прошли в Испании и Великобритании — в качестве экстерьера дома Стюартов был заснят Дворец Орнильос в муниципалитете Аренасе-де-Игунья, а в качестве леса с туманом, где главная героиня встречает мужа, использовалась тропа Лайм-Уок недалеко от Тонбриджа.

## Музыка
В одной из сцен фильма Николь Кидман напевает песню 1934 года «I Only Have Eyes For You», написанную Гарри Уорреном и Элом Дубином.
Кроме того, в сцене со звучанием рояля прозвучало классическое музыкальное произведение «Vals Opus 69 No.1 (Op. Posth.)» Фредерика Шопена в исполнении Жан-Марка Луисада.

### Инструментальная музыка
Музыку к фильму написал режиссёр и сценарист картины, Алехандро Аменабар. Диск поступил в продажу 7 августа 2001 года и был выпущен лейблом Sony. Исполнитель — London Session Orchestra.
1. The Others (2:24)
2. Wakey Wakey (1:44)
3. Old Times (3:25)
4. They Are Everywhere (2:35)
5. Reunion (1:07)
6. Changes (1:37)
7. I Do Believe It (3:15)
8. Charles (1:46)
9. Communion Dress (1:21)
10. No Curtains (2:48)
11. Give Me The Keys! (1:32)
12. The Attic (1:47)
13. Sheets And Chains (5:49)
14. A Good Mother (5:42)
15. End Credits (4:10)

## Критика
Некоторые критики относят фильм к готическому фильму ужасов, снятому в традиционном ключе фильмов о домах с привидениями. Однако стройной логики сюжетного повествования как такового в фильме нет. Существует распространённое мнение о том, что режиссёр фильма Алехандро Аменабар создал оригинальную идею о том, что не только живые люди могут испытывать страх перед призраками, но и призраки страшатся присутствия живых людей, однако подобные идеи встречались и ранее в массовой культуре (например, в книге The Ghost Next Door из серии ужастиков для детей Роберта Стайна).

## Премии

### Награды
- 2002 — Премия «Гойя»
  - Лучший фильм
  - Лучший режиссёр — Алехандро Аменабар
  - Лучший оригинальный сценарий — Алехандро Аменабар
  - Лучшая операторская работа — Хавьер Агирресаробе
  - Лучшая работа художника — Бенхамин Фернандес
  - Лучший звук
  - Лучший монтаж — Начо Руис Капильяс
  - Лучшая продюсерская работа
- 2002 — Премия «Сатурн»
  - Лучшая актриса — Николь Кидман
  - Лучший фильм ужасов
  - Лучшая актриса второго плана — Фионнула Флэнаган

### Номинации
- 2002 — Премия «Гойя»
  - Лучший дизайн костюмов — Соня Гранде
  - Лучшая актриса — Николь Кидман
  - Лучший грим
  - Лучший новый актёр — Джеймс Бентли
  - Лучшая новая актриса — Алакина Манн
  - Лучшая оригинальная музыка — Алехандро Аменабар
  - Лучшие специальные эффекты
- 2002 — Премия «Золотой глобус»
  - Лучшая женская роль (драма) — Николь Кидман
- 2002 — Премия BAFTA
  - Лучшая женская роль — Николь Кидман
  - Лучший оригинальный сценарий — Алехандро Аменабар
- 2001 — Венецианский кинофестиваль
  - «Золотой лев» — Алехандро Аменабар
- 2002 — Премия «Сатурн»
  - Лучший режиссёр — Алехандро Аменабар
  - Лучшая игра молодого актёра — Алакина Манн
  - Лучший сценарий — Алехандро Аменабар
- 2002 — «Премия Брэма Стокера»
  - Сценарий — Алехандро Аменабар
- 2002 — Премия «European Film Awards»
  - Лучший фильм — Фернандо Бовайра, Хосе Луис Куэрда, Сунмин Пак

## Комментарии
1. ↑  В русском дубляже временные рамки фильма были немного изменены. В дубляже Грейс говорит, что не получала известий о Чарльзе с тех пор, как он ушёл на войну, тогда как в оригинале она говорит, что не получала о нём известий с тех пор, как закончилась война. Поскольку в сюжете присутствуют опавшие листья, то действие, очевидно, происходит осенью 1945 года.
2. ↑  Реплики Грейс в сцене, где она встречает в тумане Чарльза, намекают, что ранее она получила извещение о том, что Чарльз числится пропавшим без вести.